# Jack Arkinstall
Jack Arkinstall (geboren in mei 1920 in Australië), kwam uit een arm gezin, maar zijn vader legde een privétennisbaan aan op het erf van de boerderij. Arkinstall werd een beroemd Australisch tennisser. Hij werd in 1959 door tennispromotor Jack Kramer gevraagd om proftennisser te worden. Hij was ongeveer even oud als twee andere Australische cracks, Bill Sidwell en Dinny Pails.

## Grandslamtoernooien

### Wimbledon
Arkinstall heeft vijfmaal deelgenomen aan Wimbledon
- 1953, uitgeschakeld in de vierde ronde door Ken Rosewall
- 1954, uitgeschakeld in de eerste ronde door Jaroslav Drobny
- 1955, wederom uitgeschakeld door Jaroslav Drobny
- 1956, uitgeschakeld in de eerste ronde door Ham Richardson
- 1957, uitgeschakeld in de eerste ronde door Mike Davies

### Roland Garros
Arkinstall heeft tweemaal deelgenomen aan Roland Garros
- 1954, uitgeschakeld in de derde ronde door Tony Trabert
- 1955, uitgeschakeld in de eerste ronde door Herbert Flam

Ook bij de Australian Open heeft hij niet ver kunnen komen. In 1953, zijn enige deelname aan de Australian Open, werd hij uitgeschakeld in de tweede ronde door Geoffrey Brown.

## Andere toernooien(amateur)

### India
In India heeft Arkinstall dertien toernooien gespeeld en is daar 4 maal eerste geworden en 8 maal tweede.
- 1953, All India Championships, verliezend finalist tegen Ramanathan Krishnan
- 1954, Indian International Championships, winnaar tegen Ramanathan Krishnan
- 1955, All India Championships, verloor in de kwartfinale van Sven Davidson
- 1955, Punjab Championships, verliezend finalist tegen Sven Davidson
- 1956, Indian International Championships, winnaar tegen Ramanathan Krishnan
- 1956, Central India Championships, verliezend finalist tegen Wladyslaw Skonecki
- 1956, Indian Hard Courts, verliezend finalist tegen Ramanathan Krishnan
- 1956, South West India, verliezend finalist tegen Wladyslaw Skonecki
- 1956, Rajasthan Championships, winnaar tegen Arthur Marshall
- 1957, Northern India, verliezend finalist tegen Ramanathan Krishnan
- 1957, Southern India Championships, verliezend finalist tegen Jaroslav Drobny
- 1957, Western India Championships, verliezend finalist tegen Jaroslav Drobny
- 1957, Punjab Championships, winnaar tegen Naresh Kumar

### Australië
- 1946, Northern Rivers Championships, winnaar tegen C. Shaw
- 1946, Queensland Championships, verloor in de tweede ronde van James Gilchrist
- 1947, Northern Rivers Championships, winnaar tegen Robert McCarthy
- 1947, Maroochy Championships, verloor in de halve finale van Arthur Liddle
- 1947, South Downs, verliezend finalist van Arthur Liddle
- 1947, South Queensland Championships, winnaar van Arthur Liddle
- 1947, Queensland Championships, verloor in de kwartfinale van James Gilchrist
- 1948, Darling Downs, verloor in de halve finale van Brian Strohfeldt
- 1948, South Queensland Championships, winnaar tegen Arthur Liddle
- 1948, Sydney Metropolitan Grasscourt Championships, verloor in de kwartfinale van Robert McCarthy
- 1949, Darling Downs, verloor in de halve finale van Frank Sedgman
- 1949, Maroochy Championships, winnaar tegen Les Hamilton
- 1949, Queensland Championships, verloor in de kwartfinale van Oswald Sidwell
- 1950, Darling Downs, verloor in de halve finale van George Worthington
- 1950, Australian Hard Courts, verloor in de halve finale van Frank Sedgman
- 1950, Wide Bay, winnaar tegen Arthur Liddle
- 1950, Brisbane Exhibition, verloor in de kwartfinale van Brian Strohfeldt
- 1950, South Queensland Championships, winnaar tegen Brian Strohfeldt
- 1950, Gympie, winnaar tegen Ian Ayre
- 1950, South West Queensland Championships, verliezend finalist van Brian Strohfeldt
- 1950, Queensland Championships, verloor in de eerste ronde van Ken McGregor

### Overig
- 1953, German International Championships, verloor in de derde ronde van Ernst Buchholz
- 1954, International Championships of Egypt, Caïro, verloor in de derde ronde van Giuseppe Merlo
- 1954, International Championships of Egypt, Alexandrië, verloor in de kwartfinale van Gil Shea
- 1954, San Remo (It), verloor in de vierde ronde van Gil Shea
- 1954, Monte Carlo Cup (Monaco), verloor in de kwartfinale van Jacques Brichant
- 1954, Genoa, verloor in de kwartfinale van Fausto Gardini
- 1954, Italian International Championships, verloor in de derde ronde van Elias Seixas
- 1954, Conde de Godo (Spa), verloor in de halve finale van Elias Seixas
- 1954, Surray Championships (Eng), verloor in de halve finale van John Barry
- 1954, Torquay (Eng), verliezend finalist tegen Jaroslav Drobny
- 1954, Queens Club Tournament (Eng), verloor in de eerste ronde van Lorne Main
- 1954, Dortmund International, winnaar tegen Ladislav Jagec
- 1954, Düsseldorf International Tournament, verliezend finalist van Jaroslav Drobny
- 1954, Venice International Tournament (Italië), verloor in de kwartfinale van Kurt Nielsen
- 1954, Yugoslavian International Championships (Joegoslavië), winnaar tegen Anthony Mottram
- 1954, Cairo International Championships, verliezend finalist tegen Paul Remy
- 1955, Florence International, verliezend finalist tegen Giuseppe Merlo
- 1955, Italian International Championships, verloor in de tweede ronde van Herbert Flam
- 1955, Berlin, verloor in de halve finale van Jaroslav Drobny
- 1955, West of England Championships, verloor in de halve finale van Enrique Morea
- 1955, Erlangen International (Dui), verliezend finalist tegen Jaroslav Drobny
- 1955, German International Championships, verloor in de kwartfinale van Jesse Patty
- 1955, Belgrade (Joegoslavië), winnaar tegen Josip Palada
- 1955, Asian Championships, verliezend finalist tegen Kurt Nielsen
- 1956, Ceylon Championships, verliezend finalist tegen Ramanathan Krishnan
- 1956, International Championships of Egypt, Caïro, verloor in de kwartfinale van Sven Davidson
- 1956, International Championships of Egypt, Alexandrië, verloor in de halve finale van Frederick Kovaleski
- 1956, Lebanon International Championships, verloor in de halve finale van Lewis Hoad
- 1956, Stuttgart, winnaar tegen Anthony Vincent
- 1956, Bochum International (Dui), winnaar tegen Ernst Buchholz
- 1956, International Championships of the Rurh-Area, winnaar tegen Hugh Stewart
- 1956, Hanover International, verliezend finalist tegen Hugh Stewart
- 1956, Copenhagen, winnaar tegen Kurt Nielsen
- 1956, Marienburg International (Dui), winnaar tegen Ladislav Legenstein
- 1956, Dortmund International, winnaar tegen Ladislav Legenstein
- 1956, Augsburg (Dui), winnaar tegen Vladimir Petrović
- 1956, Cologne International (Dui), verliezend finalist tegen Alan Segal
- 1956, Gstaad (Zwi), verloor in de kwartfinale van Ashley Cooper
- 1956, Oostende (Be), winnaar tegen Sven Davidson
- 1956, Knokke Le Zoute (Be), verloor in de halve finale van J. Pickard
- 1956, Bad Kissingen (Dui), winnaar tegen Vladimir Petrović
- 1956, Ingolstadt (Dui), verloor in de halve finale van Ladislav Legenstein
- 1956, Cascais (Por), winnaar tegen Jorgen Ulrich
- 1956, Pakistan International Championships, winnaar tegen Jan Radzio
- 1957, Asian Championships, verloor in de halve finale van Jaroslav Drobny
- 1957, British Hard Court Championships, verloor in de halve finale van Lewis Hoad
- 1957, International Championships of the Rurh-Area, verloor in de halve finale van Peter Scholl
- 1957, Wiesbaden International (Dui), verloor in de halve finale van Sven Davidson
- 1957, Bochum International (Dui), winnaar tegen Ernst Buchholz
- 1957, Saarbrücken (Dui), winnaar tegen Franz Saiko
- 1957, Erlangen International (Dui), winnaar tegen Francisco Contreras
- 1957, Gstaad (Zwi), verloor in de tweede ronde van Roger Becker
- 1957, Oostende (Be), verloor in de halve finale van J. Pickard
- 1957, Knokke Le Zoute, verloor in de halve finale van Jacques Brichant
- 1957, Santander (Spa), verliezend finalist tegen Juan Couder
- 1962, USPLTA Fall Championships (VS), verloor in de eerste ronde van Frank Fiala

## Professionele carrière
Gespeelde professionele wedstrijden tijdens zijn carrière:
- 1958, Germans Professionals International Championships, winnaar tegen Peter Molloy
- 1958, British Professional, verloor in de eerste ronde van Ken Rosewall
- 1958, Wembly Professional Championships, verloor in de eerste ronde van Frank Sedgman
- 1959, French Professional Championships, verloor in de eerste ronde van Pancho Segura
- 1960, French Professional Championships, verloor eveneens in de eerste ronde van Pancho Segura
- 1960, London Indoor Professionals, verloor in de eerste ronde van Andrés Gimeno
- 1961, World Professional Tournament (VS), verloor in de eerste ronde van Sam Giammalva
- 1961, Southern Professionals (VS), winnaar tegen Don Budge
- 1962, Florida Professional, verloor in de kwartfinale van Earl Baumgardner

## Pensioen
Na zijn actieve tennisloopbaan als prof werd Jack Arkinstall coach van de jonge Manuel Santana uit Spanje. Hij was de nummer 5 van Australië in de tijd dat hij Frank Sedgman (1), Ken McGregor (2), Mervyn Rose (3) en Dinny Pails (4) voor zich had, maar stond hoger dan zijn landgenoten Geoffrey Brown('24) Bill Sidwell('20),Bob Howe('25) Rex Hartwig('29), Ian Ayre('29), George Worthington('28) en Don Tregonning('29), voordat de volgende generatie Australische cracks in beeld kwam, met onder anderen Ken Rosewall. Jack Arkinstall schreef in 1967 een tennisboek met de titel The Arkinstall Tennis Rhythm Method. Hij overleed op 56-jarige leeftijd aan een hartaanval.